# Georges Foucart (explorateur)
Pour les articles homonymes, voir Georges Foucart et Foucart.
Georges Foucart (Valenciennes, 4 septembre 1853 - Paris, 27 avril 1928) est un explorateur français, frère de Paul Foucart et oncle de l'égyptologue Georges Foucart.

## Biographie
Ingénieur des arts et manufactures, il travaille dans l'architecture à Maubeuge, puis devient professeur de géographie à Paris. Il publie alors plusieurs manuels scolaires chez Delagrave.
En 1889, il s'engage dans l'expédition de Louis Catat et de Casimir Maistre à Madagascar et parcourt ainsi plus de huit mille kilomètres dans des régions méconnues de l'île. Il en tire une relation ainsi que des études économiques.

## Travaux
- De Tamatave à Tananarive (île de Madagascar), 1890, Bulletin de la Société de géographie de Lille, lire en ligne sur Gallica, [lire en ligne].
- Le commerce et la colonisation à Madagascar, Paris, Auguste Challamel, 1890, lire en ligne sur Gallica, [lire en ligne].